# Johann Christian Poggendorff
Johann Christian Poggendorff (ur. 29 grudnia 1796 w Hamburgu, zm. 24 stycznia 1877 w Berlinie) – niemiecki fizyk. Prowadził badania głównie w dziedzinie elektryczności i magnetyzmu. Wynalazł kompensacyjną metodę pomiaru siły elektromotorycznej oraz potencjometr. W 1826 roku opracował metodę pomiaru niewielkich kątów obrotu za pomocą zwierciadła oraz zastosował tę metodę w przyrządach elektrycznych.

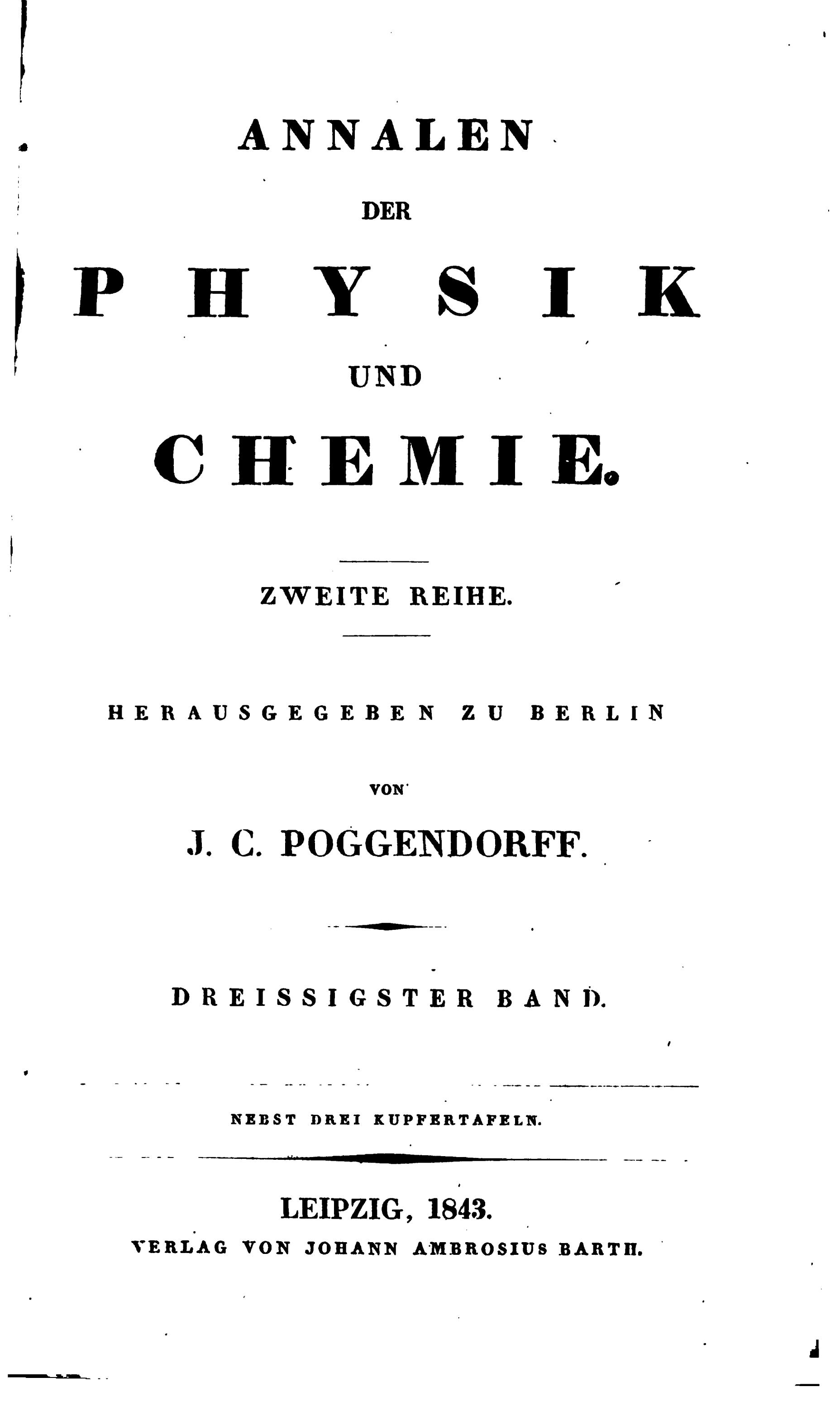
Czasopismo Annalen der Physik und Chemie

W 1824 roku założył czasopismo Annalen der Physik und Chemie. Zainicjował wydanie słownika biograficznego nauk matematyczno-przyrodniczych. Od 1834 był profesorem uniwersytetu w Berlinie.